# Karl-Reinhard von Schultzendorff
Karl-Reinhard von Schultzendorff (* 21. April 1915 in Berlin; † 26. Mai 1993 in Bremen) war ein Brigadegeneral des Heeres der Bundeswehr.

## Leben
Von Schultzendorff war Sohn eines königlich-preußischen Hauptmanns, der bereits vor seiner Geburt am 12. Oktober 1914 im Ersten Weltkrieg gefallen war. Er trat am 6. April 1934 als Offizieranwärter beim Infanterie-Regiment 5 in Stettin in die Reichswehr ein. Am 1. April 1936 wurde er zum Leutnant ernannt und war von Juni 1936 bis September 1939 Bataillonsadjutant im Infanterie-Regiment 5, mit dem er am Polenfeldzug teilnahm. Ab Januar 1940 war er Fähnrichvater im Ersatz-Bataillon 5 (motorisiert) und ab Mai 1940 1. Ordonnanzoffizier im Stab der 217. Infanterie-Division in Frankreich. Von August 1940 bis Februar 1942 war er Regimentsadjutant und Kompaniechef im Infanterie-Regiment 5 (motorisiert), in der Zeit umgegliedert zum Schützen-Regiment 5, und Führer des I. Bataillons des Schützen-Regiments 15, mit dem er am Unternehmen Barbarossa teilnahm. Ab Februar 1942 war er Taktiklehrer an der Schule für Schnelle Truppen in Krampnitz, wo er am 1. März 1944 zum Major befördert wurde. Ab Juni 1944 war er Kommandeur des II. Bataillons des aus dem Schützen-Regiment 5 entstandenen Panzer-Grenadier-Regiments 5. Am 17. Juli 1944 wurde er ins Lazarett eingeliefert, wo er bis Oktober 1944 blieb. Ab November 1944 war er Kommandeur des II. Bataillons des Panzer-Grenadier-Regiments 25 im Raum Kurland, wo er am 24. Dezember 1944 erneut schwer verwundet wurde und ins Lazarett gebracht wurde. Von dort kam er im Mai 1945 in britische Kriegsgefangenschaft, aus der er im September 1945 entlassen wurde.
Von Oktober 1945 bis Dezember 1948 war von Schultzendorff Gutsverwalter bei der Freiherr von Borch'schen Verwaltung in Bremen-Schönebeck und nach einer Zeit der Arbeitslosigkeit von Juli 1949 bis September 1955 Leiter der Großhandelsabteilung der Firma Kulenkampff & Co. in Bremen und von Oktober bis Dezember 1955 Angestellter bei der Firma Nobilis in Bremen.
Am 1. Januar 1956 wurde von Schultzendorff als Major in die Bundeswehr eingestellt, wo er bis 1959 Referent und Referatsleiter für Panzergrenadiere und danach Gruppenleiter Infanterie im Truppenamt in Köln war. Im Oktober 1961 wurde er stellvertretender Brigadekommandeur der Panzerbrigade 33 in Lingen/Ems, im Oktober 1962 Brigadekommandeur der Panzerbrigade 3 in Nienburg/Weser und im Oktober 1964 Brigadekommandeur der Panzerlehrbrigade 9 in Munster, wo er am 10. Mai 1966 zum Brigadegeneral befördert wurde. In seiner letzten Verwendung war er ab Oktober 1966 Kommandeur der Kampftruppenschule I in Hammelburg. Mit Ablauf des März 1970 wurde er 54-jährig auf eigenen Wunsch in den Ruhestand versetzt.

## Auszeichnungen
- Sonderabzeichen für das Niederkämpfen von Panzerkampfwagen durch Einzelkämpfer (1942)
- Nahkampfspange in Bronze (1944)
- Ehrenblattspange des Deutschen Heeres (1945)
- Verwundetenabzeichen in Silber (1945)